# Verkiezingen voor het Europees Parlement 1999/Kandidatenlijst/CD
Hieronder volgt de kandidatenlijst voor de Europese Parlementsverkiezingen 1999 van de CD.

## De lijst
| Plek | Naam                                                       | Woonplaats    | Stemmen |
| ---- | ---------------------------------------------------------- | ------------- | ------- |
| 1.   | Michiel (Chiel) Koning (1918-2013)                         | Dordrecht     | 7.799   |
| 2.   | Johannes Gerardus Hendrikus Janmaat (1934-2002)            | 's-Gravenhage | 6.611   |
| 3.   | Johannes A. (Jan) Gilles (1931-?)                          | Haarlem       | 227     |
| 4.   | Gerardus Franciscus (Gerard) Rieff (1930)                  | Rotterdam     | 234     |
| 5.   | Willem (Wim) Elsthout (1963)                               | Haarlem       | 225     |
| 6.   | Pietje (Nel) Rieff-van der Pol (1943)                      | Rotterdam     | 215     |
| 7.   | Wilhelmina Berendina (Wil) Schuurman (1943)                | 's-Gravenhage | 300     |
| 8.   | P.G. (John) Zillen (1945)                                  | Brunssum      | 277     |
| 9.   | A.A.J. (Toon) Poppe                                        | Vlissingen    | 250     |
| 10.  | Johannes (Jan) Stoops (1931)                               | 's-Gravenhage | 71      |
| 11.  | R. Schuurman                                               | Dalfsen       | 119     |
| 12.  | Hendrikus Gerardus Theodorus (Hennie) Selhorst (1951)      | Arnhem        | 149     |
| 13.  | A.B. (Dries) de Jong                                       | Maastricht    | 179     |
| 14.  | Dick Antonius (Daan/Niek) Meijer (1954)                    | Rotterdam     | 96      |
| 15.  | Johannes Leendert (Hans) de Graaff (1948)                  | Schiedam      | 90      |
| 16.  | J.M. (Jan) van Herwijnen                                   | Weert         | 162     |
| 17.  | Jolanda van Veen-van den Broek (1966)                      | IJmuiden      | 117     |
| 18.  | Adrianus (Ad) Bierhuizen (1959)                            | Schiedam      | 102     |
| 19.  | Cor van Vale (1946)                                        | Amsterdam     | 139     |
| 20.  | Wilhelmus Gerardus Maria Theresia (Wim) van Ginneke (1950) | Rotterdam     | 66      |
| 21.  | J.J. (Jan) Moll (1931)                                     | Rotterdam     | 43      |
| 22.  | Cor J. van Gils (1954)                                     | Dordrecht     | 45      |
| 23.  | Jan Cornelis van der Kooi (1926)                           | Zwijndrecht   | 224     |